# Alucita huebneri
Alucita huebneri é uma espécie de insetos lepidópteros, mais especificamente de traças, pertencente à família Alucitidae.
A autoridade científica da espécie é Wallengren, tendo sido descrita no ano de 1859.
Trata-se de uma espécie presente no território português.